# Tayrone
Tayrone Cardoso Machado (Cachoeira, 5 de junho de 1986), mais conhecido como Tayrone Cigano ou apenas Tayrone, é um cantor e compositor brasileiro, expoente do ritmo Arrocha, do qual é um dos principais nomes.

## Biografia
Considerado um dos grandes nomes e, consequentemente, representantes do arrocha, na atualidade, o cantor Tayrone sabe exatamente onde quer chegar!
Dono de um timbre de voz inconfundível e romântico nato, o baiano de Cachoeira é ovacionado por onde passa e já carrega na bagagem muita história pra contar, entre CDS e DVDS gravados. Filho de Antônio Machado e Miriam Cardoso Machado, Tayrone começou sua carreira aos 14 anos cantando em bares e pequenas casas noturnas. As baladas românticas sempre compuseram seu repertório, mas foi com o arrocha, ritmo nascido em Candeias – também na Bahia – que ele se tornou um grande fenômeno, incialmente em todo o Nordeste. Mas não demorou muito pra Tayrone se tornar febre no Brasil e alcançar públicos inimagináveis. Seu primeiro sucesso, "Volte Amor", que até hoje se mantém nas primeiras posições das rádios nordestinas, foi regravado por, nada mais nada menos, que o cantor Leonardo.
Com números expressivos nas redes sociais – ele ultrapassa a marca de 1,5 milhões de seguidores – Tayrone se mantém presente e promete muitas novidades para os próximos meses. A primeira delas é a parceria com a Universal Music – ele é o mais novo artista do casting da gravadora – considerada uma das maiores do mundo. A segunda novidade é o lançamento do primeiro DVD com o selo da Universal. O projeto chama-se ‘Raiz & Modão’ e foi gravado em Goiânia. O novo DVD também promete muitas surpresas para seus fãs e admiradores.
É casado com Ana Paula Dantas, desde 2003. Tem 3 filhos: Tony, Thalyne e Nicolas, este último nascido em 14 de maio de 2020.

## Produção artística
O cantor já fez parcerias com Wesley Safadão, Léo Santana e Tomate, Gustavo Mioto, Marília Mendonça, Felipe Araújo entre outros. Seu primeiro disco foi gravado para ser ouvido somente na família quando tinha apenas dezessete anos de idade mas, graças às cópias "piratas", acabou se tornando um sucesso e dando início à carreira do cantor.

### Discografia parcial
- 2021 - Na Dose Certa parte 1 (DVD, gravado em Goiânia)[4]

- 2020 - Raiz e Modão (DVD, gravado em Goiânia)[4]
- 2018 - Tayrone Exclusive (CD)[7]
- 2016 - O Choro É Livre (CD-DVD)[7]
- 2015 - Tayrone (CD)[7]